# Melanargia sylvia
Melanargia sylvia är en fjärilsart som beskrevs av Rocci 1930. Melanargia sylvia ingår i släktet Melanargia och familjen praktfjärilar. Inga underarter finns listade i Catalogue of Life.